# Tomopleura reevii
Tomopleura reevii é uma espécie de gastrópode do gênero Tomopleura, pertencente a família Borsoniidae.